# Anoplotèrids
Els anoplotèrids (Anoplotheriidae) formen una família extinta de mamífers del grup dels artiodàctils. Habitaren Europa durant l'Eocè i l'Oligocè.